# Out of Our Minds
| Recensione | Giudizio |
| ---------- | -------- |
| Allmusic   | [ 1 ]    |
| Kerrang!   | [ 2 ]    |

Out Of Our Minds, abbreviato anche in OOOM, è il secondo album da solista della musicista canadese Melissa Auf der Maur, pubblicato il 30 marzo 2010 dall'etichetta indipendente PHI-MAdM Music nel Nord America e dalla Roadrunner Records nel resto del mondo.
Realizzato a distanza di sei anni dal precedente Auf der Maur, è stato accompagnato da un film e un fumetto con lo stesso nome.

## Il disco
Nel 2007 Melissa annuncia, in un'intervista di Billboard, di aver completato il suo secondo album da solista, un concept ispirato ai vichinghi e ai miti nordici parte di un progetto multidisciplinare che comprende anche un cortometraggio e un fumetto. Quest'ultimo è realizzato dall'artista di Brooklyn Jack Forbes in tricromia, bianco nero e rosso.
Menziona anche i musicisti che hanno partecipato, come Chris Goss, Vince Nudo dei Priestess e Steve Durand ex Tinker che ha già suonato la chitarra e scritto alcuni brani nel precedente Auf der Maur.
Nel 2008 Glenn Danzig conferma di aver registrato con lei un duetto nel brano intitolato Father's Grave, che verrà incluso nell'album.
Melissa racconta di aver scritto per lui questo brano, che parla dell'incontro tra un becchino e una giovane donna che ha perso suo padre e della loro strana conversazione, e lo ha inviato alla sua casella postale accompagnato da una lettera. Qualche tempo dopo Danzig la ha chiamata e ha accettato di partecipare alla registrazione.
(Melissa Auf der Maur, noisecreep.com)
Nel 2008 realizza l'EP This Would Be Paradise, contenente anche i brani The Key e Willing Enabler.
Viene creato nel 2009 un nuovo sito, xMAdMx.com, che sostituisce il precedente aufdermaur.com , nato per lanciare il primo album, dove si possono trovare domande sul progetto ed un trailer del film.
Sempre nel 2009 pubblica il primo singolo dell'album, l'omonimo Out of Our Minds, scaricabile liberamente dal suo sito. Poco dopo realizza un secondo EP sempre intitolato Out of Our Minds, che include oltre all'omonimo brano anche Lead Horse e 22 Below.
Nel 2010 presenta il video di Out of Our Minds sul suo sito.
A marzo dello stesso anno Melissa annuncia l'uscita dell'album in una newsletter per il 30 del mese. Infine ad ottobre viene presentato il video di un secondo singolo, Meet Me on the Dark Side.

Tra i brani dell'album Isis Speaks è stato ispirato da un sogno, come spiegato da Melissa in una sua intervista.
(Melissa Auf der Maur, Taurus Art Media)

## Tracce
Testi e musiche di Melissa Auf der Maur, eccetto dove indicato.
1. The Hunt – 3:18
2. Out Of Our Minds – 4:32 (Auf der Maur, Zadorozny, Nudo)
3. Isis Speaks – 5:57 (Auf der Maur, Sorensen, Tymn, McChan)
4. Lead Horse – 3:48 (Auf der Maur, Zadorozny, Nudo)
5. Follow the Map – 5:17
6. 22 Below – 4:15 (Auf der Maur, Goss)
7. Meet Me on the Dark Side – 4:07
8. This Would Be Paradise – 2:42
9. Father's Grave (feat. G. Danzig) – 5:56
10. The Key – 3:54
11. The One – 3:59
12. 1,000 Years – 7:38 (Auf der Maur, Durand)

Tracce bonus nell'edizione deluxe
1. 22 Below (feat. Natasha Shneider, Brody Dalle) (Piano Version) – 5:17 (Auf der Maur, Goss)
2. Whispers and Potions (feat. The Witches Of Pembroke) – 4:33

Traccia bonus nell'edizione giapponese
1. My Body – 4:58

## Formazione
Hanno partecipato alle registrazioni, secondo le note dell'album:

### Musicisti
- Melissa Auf der Maur – voce, basso, chitarra, tastiere, autoharp, omnichord
- Glenn Danzig – voce
- Steve Durand – chitarra, tastiere, cori
- Ariel Engle – cori
- Josh Freese – batteria
- Mike Garson – piano
- Chris Goss – chitarra, cori
- Camila Gray – harpsichord
- James Iha – ebow, chitarra, cori
- John Mc Chan – batteria
- Vince Nudo - batteria, chitarra
- Colin Robinson – batteria
- Chris Sorensen – chitarra, tastiere, cori
- John Stainer – batteria
- Adam Tymn – chitarra, cori
- Jeordie White – chitarra
- Jordon Zadorozny – chitarra, basso, batteria
- Gavin Brown – Wurlitzer
- Mike Britton – trombone

### Tecnici
- Melissa Auf der Maur – produzione
- Mike Fraser – produzione, missaggio, ingegneria del suono
- Chris Goss – produzione, ingegneria del suono
- Eli Janney – produzione, missaggio, ingegneria del suono
- Edmund P. Monsef – produzione, missaggio, ingegneria del suono
- Alan Moulder – produzione, missaggio, ingegneria del suono
- Jordon Zadorozny – produzione, ingegneria del suono
- Adam Ayan – mastering